# Sarapoelka
Sarapoelka (Russisch: Сарапулка) is een nederzetting met stedelijk karakter in de Russische oblast Sverdlovsk op de oostelijke hellingen van de Centrale Oeral. De plaats ligt op 18 kilometer ten oosten van de stad Berjozovski en ongeveer 32 kilometer ten oosten van Jekaterinenburg, aan de weg van Berjozovski naar het Stuwmeer van Belojarski. Bij het dorpje bevindt zich een bosbouwbedrijf.
Sarapoelka valt bestuurlijk gezien onder het stedelijk district van de stad Berjozovski en telde 900 inwoners bij de volkstelling van 2002 tegen 922 bij die van 1989.

## Geschiedenis
De plaats ontstond aan het begin van de jaren 90 van de 17e eeuw. De bewoners bestonden toen uit staatsboeren en waren actief in de graanbouw, oliemolens, vatenmaken en het "branden" van kalk. Op 2 april 1947 werd de plaats in de categorie van arbeidersnederzettingen geplaatst. In de jaren 50 kreeg de plaats een meubelfabriek, wat later een werkplaats werd van de meubelfabriek van Berjozovski (BMDK). Deze is nu echter gesloten.
Onder het bestuur van de gorodskoje poselenieje van Sarapoelka valt ook de plaats Stanovaja.